# Porta verde (Potsdam)
La Porta verde (in tedesco Grünes Gitter) a Potsdam è l'ingresso principale che porta al parco di Sanssouci e si trova all'estremità del viale verso il Palazzo Sanssouci. La porta fu progettata da Ludwig Ferdinand Hesse e fu costruita nel 1854 come parte della costruzione della Chiesa della Pace. Il suo nome deriva dal colore in cui è stato dipinto il cancello. La porta di ferro reca le iniziali di Federico Guglielmo IV.